# Lagedijk
Lagedijk (Westfries: Leigedìk) is een polder en buurtschap in de gemeente Schagen in de provincie Noord-Holland.
Lagedijk ligt tegenwoordig zogoed als in de stad Schagen, in het noordwesten van de stad. De polder ontstond na een doorbraak van de Westfriesche Dijk, onderdeel van de Westfriese Omringdijk. Een deel van de polder werd al snel ingelijfd bij Schagen maar er bleef een stuk polder over. Deze was bewoond en trok steeds meer mensen aan. In de 19e en 20e eeuw werd een gedeelte van dat stuk een haven en later volgde een industrieterrein, dat ook de naam Lagedijk kreeg. Zowel in de overgebleven polder als in het industrieterrein is er nog steeds bewoning.
Burgerbrug · Burgervlotbrug · Callantsoog · Dirkshorn · Eenigenburg · Groenveld · Groote Keeten · Krabbendam · Oudesluis · Petten · 't Rijpje · Schagen · Schagerbrug · Schoorldam (deels) · Sint Maarten · Sint Maartensbrug · Sint Maartensvlotbrug · Stroet · Tjallewal · Tolke (deels) · Tuitjenhorn · Valkkoog · Waarland · Warmenhuizen · 't Zand

Buurtschappen: Abbestede · Avendorp · Bliekenbos · 't Buurtje · De Banne · Burghorn · Cornelissenwerf · Dijkstaal · Grootven · Grotewal · Het Korfwater · De Hale · Hemkewerf · Huiskebuurt · Kalverdijk · Keinse · Keinsmerbrug · Kerkbuurt · Lagedijk · Leihoek · Mennonietenbuurt · Nes · Schagerwaard · Sint Maartenszee · Slootgaard · De Stolpen · Stolpervlotbrug · Vennik (deels) · 't Wad · De Weel (deels) · Woudmeer · Zijbelhuizen · Zijpersluis